# نایلند
نایلند (انگلیسی: Nayland) روستایی است که در ناحیه نایلند با ویسینگتون، در منطقه بابرگ، در شهرستان سافولک انگلستان قرار دارد و در دره استور، در سمت سافولک مرز بین سافولک و اسکس قرار دارد. در سال ۲۰۱۱، منطقه ساخته‌شده ۹۳۸ نفر جمعیت دارد.